# Auenmoos

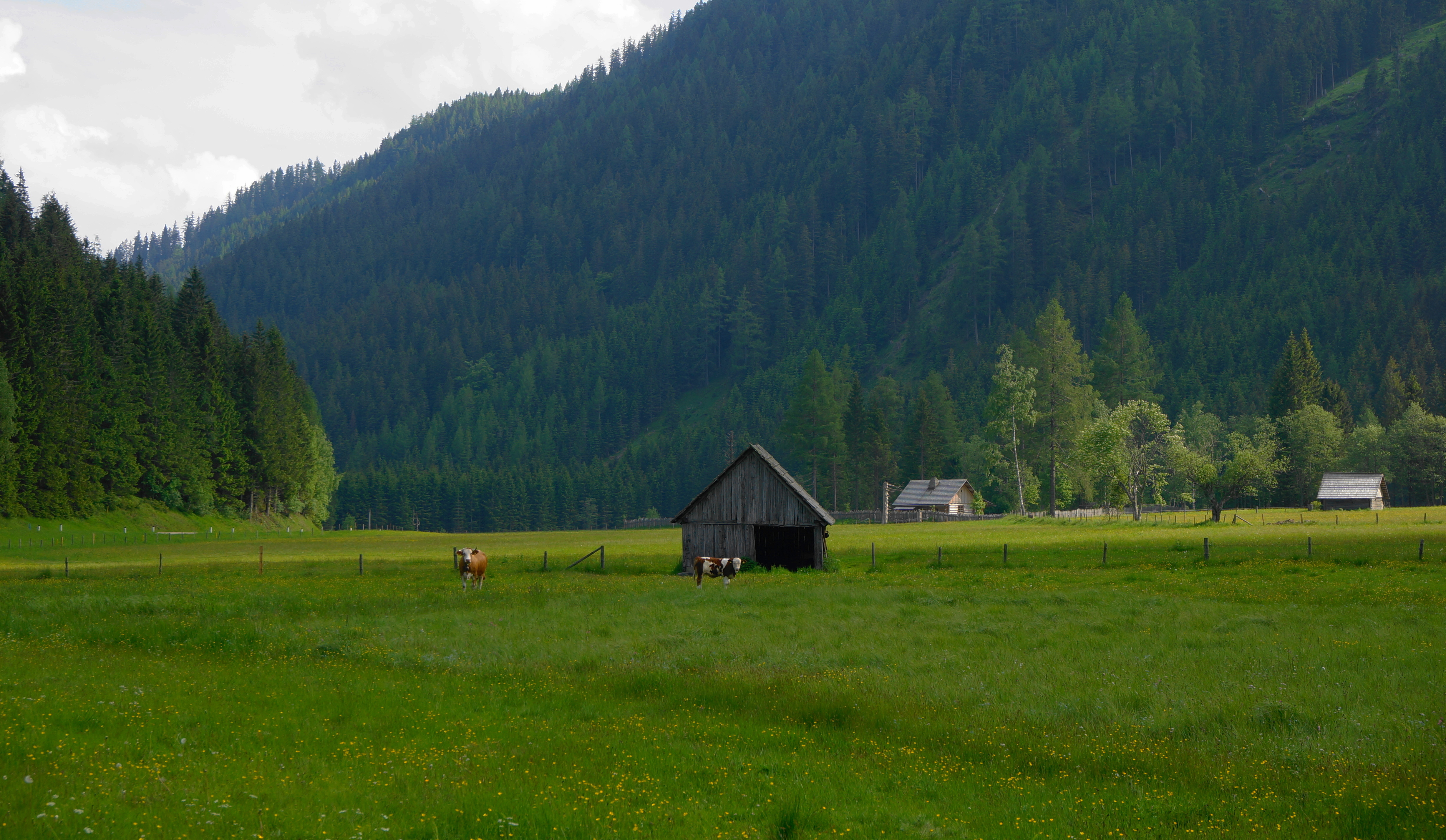
Auenmoos

Das Auenmoos ist ein Hochmoor im Gebiet der Kärntner Marktgemeinde Metnitz. Es ist seit 1984 als Naturschutzgebiet ausgewiesen (LGBl. 38/1984) und ist vom Landschaftsschutzgebiet Auen umgeben (LGBl. 40/1984).
Das Auenmoos befindet sich im hintersten Talboden des Auenbaches, eines der beiden Quellbäche des Lassnitzbaches (dieser mündet östlich von Murau in die Mur). Es liegt in rund 1175 m Seehöhe und umfasst acht Hektar. Je rund 30 % der Fläche werden von einem Latschenhochmoor, von Seggenrieden und von Waldgesellschaften eingenommen. Je 5 % umfassen Aufforstungen und einen künstlich angelegten Fischteich.
Im Hochmoor mit seinen Torfmoos-Bulten wachsen Scheidiges Wollgras, Heidelbeeren und Besenheide.
Das Landschaftsschutzgebiet verläuft entlang des Auenbaches und umfasst Bachbegleitvegetation und trockene sowie feuchte Wiesen, die häufig von Hecken umgeben sind. Zum Moor hin bilden wechselfeuchte Pfeifengraswiesen den Übergang. Es ist 130 Hektar groß.

## Belege
- Helmut Hartl, Hans Sampl, Ralf Unkart: Kleinode Kärntens. Nationalparks, Naturschutzgebiete, Landschaftsschutzgebiete, Naturdenkmale. Kärntner Druck- und Verlagsgesellschaft, Klagenfurt 1993, ISBN 3-85391-092-0, S. 98.
- Andrea Bulfon: Naturschutzgebiete in Österreich. Band 4: Kärnten, Steiermark. Monographien des Umweltbundesamtes 38D, Wien 1993, S. 126–128. ISBN 3-85457-092-9